# Xysticus facetus
Xysticus facetus är en spindelart som beskrevs av Octavius Pickard-Cambridge 1896.
Xysticus facetus ingår i släktet Xysticus och familjen krabbspindlar. Inga underarter finns listade i Catalogue of Life.